# 阿德里安·阿兰迪
阿德里安·路易斯·阿兰迪（Adrian Louis Alandy，1980年2月7日—），简称Adrian Alandy，旧名Luis Alandy，菲律宾男演员、模特。他在2000年的热门电视剧《Pangako Sa 'Yo》中饰演了自己演员生涯的首个角色David。